# 1159

## Догађаји
- 7. септембар – Папа Александар III наследио је папу Адријана IV, као 170. римски папа.
- Таира но Кијомори напустио је Кјото на лично ходочашће, дајући Фуџивари но Нобујорију и његовим савезницима из Минамота савршену прилику да подигну устанак.
- Алмохадски калифи поново су освојили Тунис од Нормана.

- Састанак Хенрија II и Ремона Беренгарије IV, грофа од Барселоне, у Аквитанији. Одлучено је питање брака младог Ричарда и једне од ћерки каталонског владара.
- Лето — Хенри II пљачка земље грофовије Тулуз.
- Краљ Данске Валдемар I Велики започиње низ кампања против запаних словена Венда.
- Закључивање мировног споразума између Манојла I Комнина и Нур ал-Дина.
- 1. јул -  Нур ал-Дин заузима Харан.
- Манојло Комнин се приближава Антиохији. Принц Рене од Шатијона му се покорава.
- Руски кнежеви, како би избегли раскол у Руској цркви, сложили су се да не признају ни Климента Смољатича ни Константина I, већ да затраже од цариградског патријарха Луке Хризоврха да именује новог митрополита, по чијој одлуци је дошао митрополит Теодор.
- Роман Ростиславич је преговарао о условима за ступање свог оца Ростислава Мстиславича на престо, са Мстиславом Изјаславичем, који је окупирао град.

## Смрти
- Берта од Зулцбаха

- Владислав II Изгнаник

- Жослен II од Едесе

- Папа Хадријан IV

- Википедија:Непознат датум — Блажени Константин - хришћански светитељ и митрополит кијевски.